# 解放令
穢多非人ノ称ヲ廃シ身分職業共平民同様トス（えたひにんのしょうをはいしみぶんしょくぎょうともへいみんどうようとす）は、明治4年8月28日（1871年10月12日）に明治政府が行った穢多非人等の称や身分の廃止などの旨を記した太政官布告である。

## 名称
一般的に解放令と呼ばれている物は、正式には「明治4年8月28日太政官布告第449号」という法令番号のみとなっており、当時の法令を収集した政府刊行の法令全書の目録には「穢多非人ノ称ヲ廃シ身分職業共平民同様トス」とのみ書かれている。そのため、正式な題名が存在しない。
研究者の間では様々な呼び方があり、一般的には「解放」の名称を使用せず「賤称廃止令」、「廃称令」、「廃止令」と呼ぶ例、また、水平社、部落解放同盟等が所謂「身分解放令」や「賎民解放令」となどと呼称しているとされる。一方、「解放令（かいほうれい）」と記載している教科書もある。

## 解放令制定の経緯
当法令が検討された最初の案は、明治2年（1869年）12月に民部省改正掛の渋沢栄一より、大蔵大輔大隈重信（当時、民部省と大蔵省は事実上統合されていた）にあてて提出された戸籍に関する草案である（現在早稲田大学社会科学研究所「大隈文書」）。これは、改正掛には渋沢や前島密など郷士や農民などから幕臣を経て明治政府に仕官した者が多く、早くから人権の確立や四民平等の必要性を自覚していた層であった。また、実務面でもその身分の種別数が少ない方が事務処理に便利であるという側面もあった。この案をほぼそのまま継承した「戸籍編成例目」が翌明治3年（1870年）3月に正式に大蔵省から太政官に提出されたが、戸籍を大蔵民部省（当時、大蔵省と民部省が実質統合されていたことから付けられた俗称）が行うことに東京府知事大木喬任を始めとして地方官が反対したことから実現しなかった。
皮肉にも7月になって大久保利通と木戸孝允・大隈重信の対立を原因とする政争の結果、大蔵省首脳が民部省の同じ役職を兼務していたことで統合されていた民部省に新たに東京府知事であった大木喬任が大隈の後任の民部大輔に就任し、吉井友実（少輔）・松方正義（大丞）ら大久保派が就任した。これを受けて改正掛にいた旧幕臣の杉浦譲が「戸籍編成例目」を手直しして四民平等を前面に出した戸籍法案を建議するものの、大木は大江卓の献言を受けて穢多非人の解放の基本方針には賛成するが、生活改善事業と並行して漸進的に行うべきであり、今回の戸籍制定には関連づけないとして、明治4年（1871年）4月4日に穢多非人を先送りにしたままの戸籍法が制定された。
その後、再度の内紛によって各省の大輔・少輔人事が一旦白紙に戻され、大久保が大蔵卿と就任することを条件に民部省は大蔵省に再統合された。やがて統合後の大蔵省から、全ての無税地を廃止して地租を徴収しようとする地租改正の構想が出されると、従来無税扱いとなっていた穢多非人の所有地からも当然地租を徴収するための大義名分が必要となり、解放令に白羽の矢が立てられたとも言われる。さらに、欧米諸国が解放令を後押ししたことも追い風となった。欧米諸国はその大半が身分制度を廃し、平等を唱えていた。このため、欧米列強諸国はこぞって明治政府に対し、キリスト教の容認とともに賤民制廃止を要求したのである。そして、明治4年8月28日に解放令は公布された。

## 解放令公布後の部落
明治4年8月28日の解放令公布の後、明治政府は実質的な解放政策を一切行わなかった。明治政府から見れば解放令はあくまでも欧米諸国から押し付けられた物に他ならなかった。その上、当初から解放令の公布は天皇制の否定に直結しかねない行為であり天皇制と矛盾する、といった意見が明治政府内から数多く出ており、明治政府としては解放令の存在自体が到底認めがたい物であった。結果として当然のことながら、身分解放は「四民平等（しみんびょうどう）理念による身分の解放ではなく、「地租徴収」実施のためだけに出された名だけの身分解放にとどまり、部落解放政策は行われず、被差別部落住民に対する集団リンチ事件といえる解放令反対一揆も全く取り締まられなかった。そして渋沢・杉浦の「四民平等」を追求した人権論に根ざした早期解放論も、大木・大江の「生活改善」による格差是正後の漸進解放論も最初から無かった事となった。さらに、皇族華族取扱規則が定められ華族が四民の上に立つことが決まり、爵位制度の検討と制定が進み、大久保利通らが新たに華族となるなど、新たな貴族階級が登場したことも、解放令（と四民平等）の否定に追い打ちをかけた。
また、板垣退助、江藤新平など身分制度の撤廃を強く求めた明治維新の元勲もこの時期、政府の参議の座からの下野を余儀なくされており、政府内では大久保利通ら身分制度の撤廃に消極的勢力が力を増した。板垣らは「すべて人間は生まれながらに自由かつ平等である」という主張のもとに左院に民撰議院設立建白書を提出するが、政府により却下された。その後も同様の建白書が数多く提出されるが、ことごとく却下された。
他方、解放令によって部落の生活水準は下降した。元被差別身分が差別から解放されることはなく、むしろ江戸時代に有していた所有地の無税扱や死牛馬取得権などの独占権を喪失した上、大木の構想した生活改善事業も行われなかったためであった。また、解放令とともに戸籍法の手直しが行われたものの、現場担当者の事務処理の混乱や意識改革の遅れもあって翌年編製された壬申戸籍における「新平民」表記問題につながることになった。この結果、洞村移転問題など解放令の趣旨とは全く正反対の事例も数多く発生した。全国水平社の設立後も部落の生活水準の改善はほとんど行われず、実質的な解放政策は完全なる平等を謳った日本国憲法の施行によってようやく行われることとなった。

## 解放令に対する新たな解釈
灘本昌久は、1990年代まで主張されていた部落の発生理由である「江戸時代に身分制度を無から有を生じるようにつくって人民支配の道具にしていた。差別意識というのは時の為政者、支配階級が一般庶民に注入したものだ」という説は正しくなく、中央集権以前の村らが少数点在していた時代に洪水による田畑水没といった天災や病気などで住んでいた村共同体からの離脱者がルーツだと解説している。そして、解放令と同時に「生活保障」が実施されなかったから無意味派を否定している。1871（明治4）年に解放令が出した時点では、同和地区の大半の生活は比較的裕福であったこと、明治新政府が職業ごと取り上げたことで給与も無くなり、当時一番経済的に困っていたのは武士らであった時代背景を明かしている。貧困となった旧武士にもしないのに、当事裕福な人達へ「生活保障」を行うなどあり得ず、当事者も要らぬお世話状態だあったと明かしている。江戸時代後半から明治初期にかけての部落の生活レベルが高くなっていた背景には、牛革生産を独占出来ていたので、江戸時代途中から人気なった「雪駄」の製造・販売・修繕に至るまで独占していたからであった。同和地区がイメージのような貧困地区になったのは差別ではなく、明治時代途中から悪性インフレ退治政策で主要産業が大打撃を受け起きたことからである。1877年の西南戦争に多額の国家予算がかかった明治政府は不足予算の穴埋めに大量の不換紙幣を刷ったことによる悪性インフレが起きたため、1881年に経済正常化政策の「松方デフレ政策」という不換紙幣の回収政策を行った。この政策のときに部落産業であった皮革産業・履物産業が大打撃を受け、一転してイメージと同じような貧困状態となったことを解説している。